# کوموش-عزیز (شهرستان سوزک)
کوموش-عزیز (به لاتین: Kümüsh-Aziz) یک محل در قرقیزستان است که در شهرستان سوزک واقع شده‌است. کوموش-عزیز ۴٬۳۰۲ نفر جمعیت دارد.